# Melanophthalma extensa
Melanophthalma extensa is een keversoort uit de familie schimmelkevers (Latridiidae). De wetenschappelijke naam van de soort werd in 1889 gepubliceerd door Rey.